# Svinåsen
Svinåsen är en by i Holaveden, Ödeshögs kommun, Östergötland. 
Svinåsen är en av de 19 byar som räknas till Stavabygden.
Byn omfattar 1/4 mantal med en areal på 64 hektar.
Byn gränsar i norr till Glasfall och Daglösa, i öster till Fogeryd, i sydost till Havrekullen i syd  till Gåsabol och i väster till Stora Smedstorp.